# آن بانكروفت
آن ماريا لويزا بانكروفت (بالإنجليزية: Anne Bancroft) (14 سبتمبر 1931-6 يونيو، 2005)، تُعرف مهنيًا بآن بانكروفت، هي ممثلة ومخرجة وكاتبة سيناريو ومغنية أمريكية درست التمثيل المنهجي بإشراف لي ستراسبرغ. حظيت باحترام لبراعتها وتعدد مهاراتها في التمثيل، عُرفت بانكروفت لعملها في السينما والمسرح والتلفاز. فازت بجائزة الأوسكار مرة واحدة، وبجوائز الأكاديمية البريطانية للأفلام ثلاث مرات، وبجائزة الغولدن غلوب مرتين، وجائزة توني مرتين، وجائزة إيمي مرتين، بالإضافة إلى العديد من الجوائز والترشيحات الأخرى.
بعد أول ظهور سينمائي لها في فيلم دونت باذر تو نوك (1952) ومن ثم في سلسلة من الأدوار السينمائية الداعمة في خمسينيات القرن العشرين، فازت بجائزة الأوسكار كأفضل ممثلة عن دورها الرئيسي في فيلم ذا ميركل ووركر (صانع المعجزات) 1962 بدور مدرسة الشابة هيلين كيلر، واستأنفت دورها في مسرحية على خشبة مسرح برودواي 1959 والذي فازت عنه جائزة توني كأفضل ممثلة في مسرحية. على مسرح برودواي في عام 1965، لعبت دور راهبة من القرون الوسطى مهووسة بالكاهن (جيسون روباردس) في مسرحية ذا ديفيلز (الشياطين) لجوان وايتينغ، المقتبسة عن رواية ألدوس هكسلي شياطين لندن.
ربما أفضل ما عُرفت به دورها كامرأة مثيرة جنسيًا، السيدة روبنسون، في فيلم ذا غرادويت (الخريج) 1967، الدور الذي قالت عنه لاحقًا إنه تفوق على أعمالها الأخرى.
رُشّحت بانكروفت للعديد من جوائز الأوسكار واستمرت في أداء أدوار رئيسية حتى ثمانينيات القرن العشرين، تتضمن أدوارها السينمائية الجديرة بالذكر في تلك الفترة دورها في فيلم ذا تيرنينغ بوينت (نقطة التحول) 1977 وأغنيس أوف غود 1985. في عام 1987، أدت دور البطولة مع أنتوني هوبكنز في فيلم 84 تشارينغ كروس رود. ظهرت في العديد من الأفلام المنتجة من قبل زوجها الثاني، الكوميدي ميل بروكس، بما في ذلك الدراما الحائزة على جائزة ذي إيلفنت مان (الرجل الفيل) 1980، وكذلك الفيلم الكوميدي تو بي أور نت تو بي (1983)، والفيلم دراكولا: ديد أند لوفينغ إت (1995). ترشحت لجائزة إيمي عن فيلم هيفن 2001، ورُشحت لجائزة نقابة ممثلي الشاشة عن دورها في فيلم ذا رومان سبرينغ أوف مسس ستون (2003) توفت بعد عامين، في عام 2005، بعد معاناتها مع السرطان.

## حياتها المبكرة
وُلدت بانكروفت باسم آن ماريا لويزا إيطاليانو في ذا برونكس، نيويورك، هي البنت الوسطى بين ثلاث بنات، والدتها ميلدريد (اسمها عند الولادة دي نابولي: 1908-2010)، وهي عاملة هاتف، ووالدها مايكل جي. إيطاليانو (1905-2001)، صانع نماذج لبس.
والدا بانكروفت هما ابنان لمهاجرين إيطاليين. صرحت في مقابلة لها أن أصل عائلتها يعود لمورو لوكانو، مقاطعة بوتنسا. كانت رومانية كاثوليكية، نشأت في بيلمونت حي في برونكس، وانتقلت لاحقًا إلى زيريغا أفي 1580 وتخرجت من مدرسة كريستوفر كولومبوس الثانوية في عام 1948. التحقت فيما بعد في إتش بي استديو، والأكاديمية الاميركية للفنون المسرحية، واستديو الممثلين، وورشة إخراج للنساء في معهد الفيلم الأميركي في جامعة كاليفورنيا، لوس أنجلوس. بعد ظهورها في عدد من عروض الدراما التلفزيونية المباشرة باسم آن مارنو، أُخبرت بتغيير كنيتها، لأنها كانت «عنصرية للأفلام»، اختارت بانكروفت «لأنه يبدو وقورًا».

## وصلات خارجية
- آن بانكروفت على موقع IMDb (الإنجليزية)
- آن بانكروفت على موقع الموسوعة البريطانية (الإنجليزية)
- آن بانكروفت على موقع روتن توميتوز (الإنجليزية)
- آن بانكروفت على موقع مونزينجر (الألمانية)
- آن بانكروفت على موقع ألو سيني (الفرنسية)
- آن بانكروفت على موقع ميوزك برينز (الإنجليزية)
- آن بانكروفت على موقع تيرنر كلاسيك موفيز (الإنجليزية)
- آن بانكروفت على موقع أول موفي (الإنجليزية)
- آن بانكروفت على موقع بوكس أوفيس موجو (الإنجليزية)
- آن بانكروفت على موقع قاعدة بيانات برودواي على الإنترنت (الإنجليزية)
- آن بانكروفت على موقع فايند أغريف
- آن بانكروفت at the Internet Off-Broadway Database
- Anne Bancroft at the جامعة ويسكونسن-ماديسون's Actors Studio audio collection